# 우주의 끝을 향한 여행
《우주의 끝을 향한 여행》(Journey To The Edge Of The Universe)은 내셔널 지오그래픽과 디스커버리 채널에서 방송된 다큐멘터리 영화이다. 이 다큐멘터리는 지구에서부터 우주의 끝까지의 여정을 그리고 있다. 미국판에서는 앨릭 볼드윈이 내레이터를 맡았고 영국판에서는 Sean Pertwee가 내레이터를 맡았다.
이 다큐멘터리는 총 91분의 분량을 가지고 있으며 최초로 2008년 12월 7일 방송되었다.

## 미디어
이 다큐멘터리는 블루레이 디스크와 DVD로 2009년 3월 31일 발매되었다.

## 인용 자료
1. ↑  “IMDb information”.
2. ↑  “Amazon DVD release information”.
3. ↑  “Amazon Blu-ray release information”.

## 같이 보기
- 우주의 모양